# Idrettslaget Hødd 2014
Questa voce raccoglie le informazioni riguardanti l'Idrettslaget Hødd nelle competizioni ufficiali della stagione 2014.

## Stagione
Il 13 novembre 2013, l'allenatore dell'Hødd Lars Arne Nilsen ha ufficialmente manifestato la volontà di lasciare il club alla fine della stagione, con un anno d'anticipo sulla scadenza del contratto. Il 7 gennaio 2014, allora, Sindre Eid è stato nominato nuovo allenatore, firmando un contratto biennale con il club.
L'Hødd ha chiuso la stagione all'ottavo posto in classifica, mentre l'avventura nel Norgesmesterskapet 2014 si è chiusa al secondo turno con l'eliminazione per mano del Florø. Steffen Moltu e Jesper Törnqvist sono stati i calciatori più utilizzati in stagione con 32 presenze (30 in campionato e 2 in coppa), mentre Robin Shroot è stato il miglior marcatore con 19 reti (16 in campionato e 3 in coppa).

## Maglie e sponsor
Lo sponsor tecnico per la stagione 2014 è stato Umbro, mentre lo sponsor ufficiale è stato Sparebanken Møre. La divisa casalinga era composta da una maglietta blu con inserti bianchi, pantaloncini bianchi e calzettoni blu. Quella da trasferta era invece totalmente bianca, con inserti blu.
| Casa | Trasferta |

## Rosa
| N. |                             | Ruolo | Calciatore            |
| -- | --------------------------- | ----- | --------------------- |
| 1  | Norvegia (bandiera)         | P     | Aslak Falch           |
| 2  | Norvegia (bandiera)         | D     | Steffen Moltu         |
| 3  | Norvegia (bandiera)         | D     | Victor Grodås         |
| 4  | Finlandia (bandiera)        | D     | Jesper Törnqvist      |
| 6  | Svezia (bandiera)           | C     | Joakim Wrele          |
| 7  | Norvegia (bandiera)         | C     | Erik Sandal           |
| 8  | Norvegia (bandiera)         | C     | Ole Amund Sveen       |
| 9  | Norvegia (bandiera)         | A     | Espen Standal         |
| 10 | Norvegia (bandiera)         | A     | Joachim Magnussen     |
| 11 | Irlanda del Nord (bandiera) | A     | Robin Shroot          |
| 13 | Norvegia (bandiera)         | D     | Ruben-Kenneth Brandal |
| 14 | Norvegia (bandiera)         | C     | Henrik Grimstad       |
| 15 | Norvegia (bandiera)         | C     | Bendik Dybdal Torset  |
| 17 | Croazia (bandiera)          | A     | Franjo Tepurić        |
| 18 | Norvegia (bandiera)         | C     | Andreas Rekdal        |

| N. |                     | Ruolo | Calciatore            |
| -- | ------------------- | ----- | --------------------- |
| 19 | Norvegia (bandiera) | D     | Vegard Heltne         |
| 20 | Norvegia (bandiera) | A     | Robin Hjelmeseth      |
| 21 | Norvegia (bandiera) | D     | Jonas Ingebrigtsen    |
| 22 | Norvegia (bandiera) | C     | Fredrik Aursnes       |
| 23 | Norvegia (bandiera) | A     | Eirik Ulland Andersen |
| 25 | Norvegia (bandiera) | P     | Jan-Lennart Urke      |
| 26 | Norvegia (bandiera) | P     | Ole-Monrad Alme       |
| 27 | Norvegia (bandiera) | D     | Pål Hofset Skeide     |
| 28 | Norvegia (bandiera) | D     | Mathias Grimstad      |
| 29 | Norvegia (bandiera) | A     | Benjamin Kleppe       |
| 30 | Norvegia (bandiera) | D     | Nils-Erik Engen       |
| 30 | Norvegia (bandiera) | D     | Sondre Sandnes Beite  |
| 31 | Norvegia (bandiera) | C     | Martin Mork Breivik   |
| 32 | Norvegia (bandiera) | P     | Sivert Pieroth        |

## Calciomercato

### Sessione invernale(dal 01/01 al 31/03)
| Arrivi           | Arrivi                | Arrivi         | Arrivi        |
| R.               | Nome                  | da             | Modalità      |
| ---------------- | --------------------- | -------------- | ------------- |
| P                | Aslak Falch           |                | svincolato    |
| C                | Ole Amund Sveen       | Strømsgodset   | definitivo    |
| C                | Eirik Ulland Andersen | Vard Haugesund | definitivo    |
| C                | Joakim Wrele          | Halmstad       | prestito      |
| A                | Robin Hjelmeseth      | Herd           | fine prestito |
| A                | Robin Shroot          | Stevenage      | definitivo    |
| Altre operazioni |                       |                |               |
| R.               | Nome                  | da             | Modalità      |
| D                | Akeem Latifu          | Aalesund       | fine prestito |

| Partenze         | Partenze              | Partenze       | Partenze      |
| R.               | Nome                  | a              | Modalità      |
| ---------------- | --------------------- | -------------- | ------------- |
| P                | Andreas Lie           | Aalesund       | fine prestito |
| D                | Akeem Latifu          | Aalesund       | definitivo    |
| C                | Sivert Heltne Nilsen  |                | svincolato    |
| C                | Tobias Vibe           | Tromsdalen     | prestito      |
| A                | Rune Ertsås           |                | svincolato    |
| Altre operazioni |                       |                |               |
| R.               | Nome                  | da             | Modalità      |
| C                | Eirik Ulland Andersen | Vard Haugesund | fine prestito |

### Sessione estiva(dal 15/07 al 15/08)
| Arrivi | Arrivi       | Arrivi   | Arrivi     |
| R.     | Nome         | da       | Modalità   |
| ------ | ------------ | -------- | ---------- |
| C      | Joakim Wrele | Halmstad | definitivo |

| Partenze         | Partenze         | Partenze         | Partenze         |
| R.               | Nome             | a                | Modalità         |
| Altre operazioni | Altre operazioni | Altre operazioni | Altre operazioni |
| R.               | Nome             | da               | Modalità         |
| ---------------- | ---------------- | ---------------- | ---------------- |
| C                | Joakim Wrele     | Halmstad         | fine prestito    |

## Risultati

### 1. divisjon

#### Girone di andata
| Arbitro: | Hansen (Feda) |

|  |           |               |
|  | Marcatori | 25’ Magnussen |

| Arbitro: | Lundby (Bøverbru) |

|                    |           |                 |
| Aursnes 23’ (rig.) | Marcatori | 53’ (aut.) Urke |

| Arbitro: | Gjermshus |

|                       |           |               |
| Holmvik 18’ Stene 57’ | Marcatori | 77’ Törnqvist |

| Arbitro: | Moen |

|                                            |           |  |
| Magnussen 52’ Aursnes 64’ (rig.) Moltu 76’ | Marcatori |  |

| Mjøndalen 1º maggio 2014, ore 18:00 5ª giornata                                         | Mjøndalen | 1 – 3 referto                              | Hødd | Mjondalen Stadion (1.100 spett.) |
| \| \| \| \| \| Sosseh 21’ \| Marcatori \| 7’ Törnqvist 31’ Ulland Andersen 90’ Sveen \| |           |                                            |      |                                  |
|                                                                                         |           |                                            |      |                                  |
| Sosseh 21’                                                                              | Marcatori | 7’ Törnqvist 31’ Ulland Andersen 90’ Sveen |      |                                  |

| Arbitro: | Thorsø Hansen |

|                    |           |                    |
| Aursnes 60’ (rig.) | Marcatori | 70’ (rig.) Achrifi |

| Arbitro: | Tennøy |

|                   |           |                               |
| Jakobsen 26’, 31’ | Marcatori | 33’ (rig.) Aursnes 44’ Heltne |

| Ulsteinvik 16 maggio 2014, ore 18:00 8ª giornata | Hødd   | 0 – 0 referto | Hønefoss | Høddvoll Stadion (1.687 spett.)\| Arbitro: \| Haugen \| |
| Arbitro:                                         | Haugen |               |          |                                                         |

| Arbitro: | Eskås |

|         |           |  |
| Eek 71’ | Marcatori |  |

| Arbitro: | Moen |

|                           |           |                                                                                 |
| Törnqvist 31’ Aursnes 90’ | Marcatori | 2’ Gjesdal 8’ Hammersland 24’ Lie Skålevik 49’ Havsgård Martinsen 86’ Langeland |

| Sandvika 29 maggio 2014, ore 18:00 11ª giornata | Bærum     | 0 – 1 referto | Hødd | Sandvika Stadion (658 spett.) |
| \| \| \| \| \| \| Marcatori \| 90’ Tepurić \|   |           |               |      |                               |
|                                                 |           |               |      |                               |
|                                                 | Marcatori | 90’ Tepurić   |      |                               |

| Arbitro: | Hauge |

|  |           |                              |
|  | Marcatori | 35’ R. Johansen 56’ Andersen |

| Arbitro: | Hansen |

|                     |           |                       |
| Ulland Andersen 71’ | Marcatori | 3’ Kalludra 43’ Bamba |

| Arbitro: | Borgersen (Oslo) |

|                    |           |               |
| Normann Hansen 78’ | Marcatori | 72’ Magnussen |

| Arbitro: | Tennøy |

|                                         |           |  |
| Ulland Andersen 7’ Shroot 40’, 43’, 53’ | Marcatori |  |

#### Girone di ritorno
| Arbitro: | Haugen |

|                          |           |                                     |
| Sletvold 61’ Lysvoll 75’ | Marcatori | 45’ Grodås 48’, 63’ Ulland Andersen |

| Arbitro: | Tennøy |

|            |           |                                         |
| Shroot 55’ | Marcatori | 4’ Kapidžić 37’ Rasch 51’, 73’ Diomande |

| Arbitro: | Ahlsen |

|           |           |            |
| Asani 90’ | Marcatori | 69’ Shroot |

| Arbitro: | Thorsø Hansen |

|  |           |                                         |
|  | Marcatori | 13’ Berg 37’ Tollås 39’ Aalbu 89’ Aalbu |

| Strømmen 13 agosto 2014, ore 19:00 20ª giornata                                                   | Strømmen  | 4 – 1 referto | Hødd | Strømmen Stadion (327 spett.) |
| \| \| \| \| \| Aasen 38’ Achrifi 51’ Strømnes 58’ Grodås 75’ (aut.) \| Marcatori \| 8’ Aursnes \| |           |               |      |                               |
|                                                                                                   |           |               |      |                               |
| Aasen 38’ Achrifi 51’ Strømnes 58’ Grodås 75’ (aut.)                                              | Marcatori | 8’ Aursnes    |      |                               |

| Arbitro: | Hauge |

|                                              |           |  |
| Ulland Andersen 16’, 58’ Moltu 48’ Sveen 84’ | Marcatori |  |

| Arbitro: | Gya |

|  |           |            |
|  | Marcatori | 52’ Shroot |

| Arbitro: | Gjermshus |

|            |           |                                                |
| Shroot 18’ | Marcatori | 3’ Sellin 38’ Larsen 79’, 90’ (rig.) Kirkevold |

| Arbitro: | Haugen |

|                                                            |           |  |
| Andersen 16’, 69’ Norbye 45’ R. Johansen 66’ Moldskred 70’ | Marcatori |  |

| Arbitro: | Borgersen (Oslo) |

|                       |           |  |
| Shroot 38’ Grodås 51’ | Marcatori |  |

| Arbitro: | Hagenes |

|           |           |                                  |
| Larsen 7’ | Marcatori | 32’, 43’, 87’ Shroot 81’ Standal |

| Arbitro: | Saggi |

|               |           |          |
| Sega Ngom 38’ | Marcatori | 2’ Sveen |

| Arbitro: | Moen |

|                                     |           |                             |
| Shroot 35’, 42’ Moltu 38’ Sveen 64’ | Marcatori | 32’ (rig.) Snekvik 82’ Åsen |

| Arbitro: | Hansen (Feda) |

|  |           |                                       |
|  | Marcatori | 45’, 55’, 70’ (rig.) Shroot 81’ Moltu |

| Arbitro: | Gjermshus |

|  |           |                                     |
|  | Marcatori | 35’ Skartun 53’ Undheim 87’ Khalili |

### Norgesmesterskapet
| Gursken 24 aprile 2014, ore 18:00 Primo turno                                                        | Larsnes/Gursken | 2 – 5 referto                                   | Hødd | Gursken Kunstgrasbane River Plate (866 spett.) |
| \| \| \| \| \| Rekdal 58’ Vik 80’ \| Marcatori \| 5’, 49’, 68’ (rig.) Shroot 8’ Moltu 19’ Standal \| |                 |                                                 |      |                                                |
| |                 |                                                 |      |                                                |
| Rekdal 58’ Vik 80’                                                                                   | Marcatori       | 5’, 49’, 68’ (rig.) Shroot 8’ Moltu 19’ Standal |      |                                                |

| Ulsteinvik 7 maggio 2014, ore 18:00 Secondo turno                                                     | Hødd      | 1 – 5 referto                                           | Florø | Høddvoll Stadion (606 spett.) |
| \| \| \| \| \| Standal 15’ \| Marcatori \| 10’ Sørensen 50’, 84’ Ryland 65’ Solheim-Olsen 81’ Husa \| |           |                                                         |       |                               |
| |           |                                                         |       |                               |
| Standal 15’                                                                                           | Marcatori | 10’ Sørensen 50’, 84’ Ryland 65’ Solheim-Olsen 81’ Husa |       |                               |

## Statistiche

### Statistiche di squadra
| Competizione       | Punti | In casa | In casa | In casa | In casa | In casa | In casa | In trasferta | In trasferta | In trasferta | In trasferta | In trasferta | In trasferta | Totale | Totale | Totale | Totale | Totale | Totale | DR |
| Competizione       | Punti | G       | V       | N       | P       | Gf      | Gs      | G            | V            | N            | P            | Gf           | Gs           | G      | V      | N      | P      | Gf     | Gs     | DR |
| ------------------ | ----- | ------- | ------- | ------- | ------- | ------- | ------- | ------------ | ------------ | ------------ | ------------ | ------------ | ------------ | ------ | ------ | ------ | ------ | ------ | ------ | -- |
| 1. divisjon        | 43    | 15      | 5       | 3       | 7       | 24      | 28      | 15           | 7            | 4            | 4            | 24           | 21           | 30     | 12     | 7      | 11     | 48     | 49     | -1 |
| Norgesmesterskapet | -     | 1       | 0       | 0       | 1       | 1       | 5       | 1            | 1            | 0            | 0            | 5            | 2            | 2      | 1      | 0      | 1      | 6      | 7      | -1 |
| Totale             | -     | 16      | 6       | 3       | 7       | 25      | 33      | 16           | 8            | 4            | 4            | 29           | 23           | 32     | 13     | 7      | 12     | 54     | 56     | -2 |

### Andamento in campionato
| Giornata  | 1 | 2 | 3 | 4 | 5 | 6 | 7 | 8 | 9 | 10 | 11 | 12 | 13 | 14 | 15 | 16 | 17 | 18 | 19 | 20 | 21 | 22 | 23 | 24 | 25 | 26 | 27 | 28 | 29 | 30 |
| --------- | - | - | - | - | - | - | - | - | - | -- | -- | -- | -- | -- | -- | -- | -- | -- | -- | -- | -- | -- | -- | -- | -- | -- | -- | -- | -- | -- |
| Luogo     | T | C | T | C | T | C | T | C | T | C  | T  | C  | C  | T  | C  | T  | C  | T  | C  | T  | C  | T  | C  | T  | C  | T  | T  | C  | T  | C  |
| Risultato | P | N | P | V | V | N | N | N | P | P  | V  | P  | P  | N  | V  | V  | P  | N  | P  | P  | V  | V  | P  | P  | V  | V  | N  | V  | V  | P  |
| Posizione |   |   |   |   |   |   |   |   |   |    |    |    |    |    |    |    |    |    |    |    |    |    |    |    |    |    |    |    |    | 8  |

Fonte:  1. divisjon 2014, su altomfotball.no, Altomfotball.
Legenda:

Luogo: C = Casa; T = Trasferta. Risultato: V = Vittoria; N = Pareggio; P = Sconfitta.

### Statistiche dei giocatori
| Giocatore          | 1. divisjon | 1. divisjon | 1. divisjon | 1. divisjon | Norgesmesterskapet | Norgesmesterskapet | Norgesmesterskapet | Norgesmesterskapet | Coppe europee | Coppe europee | Coppe europee | Coppe europee | Altre coppe | Altre coppe | Altre coppe | Altre coppe | Totale   | Totale | Totale      | Totale     |
| Giocatore          | Presenze    | Reti        | Ammonizioni | Espulsioni  | Presenze           | Reti               | Ammonizioni        | Espulsioni         | Presenze      | Reti          | Ammonizioni   | Espulsioni    | Presenze    | Reti        | Ammonizioni | Espulsioni  | Presenze | Reti   | Ammonizioni | Espulsioni |
| ------------------ | ----------- | ----------- | ----------- | ----------- | ------------------ | ------------------ | ------------------ | ------------------ | ------------- | ------------- | ------------- | ------------- | ----------- | ----------- | ----------- | ----------- | -------- | ------ | ----------- | ---------- |
| O. Alme            | 0           | -0          | 0           | 0           | 0                  | -0                 | 0                  | 0                  |               |               |               |               |             |             |             |             | 0        | 0      | 0           | 0          |
| F. Aursnes         | 27          | 6           | 5           | 0           | 1                  | 0                  | 1                  | 0                  |               |               |               |               |             |             |             |             | 28       | 6      | 6           | 0          |
| R. Brandal         | 10          | 0           | 2           | 0           | 2                  | 0                  | 0                  | 0                  |               |               |               |               |             |             |             |             | 12       | 0      | 2           | 0          |
| B. Dybdal Torset   | 23          | 0           | 3           | 0           | 2                  | 0                  | 0                  | 0                  |               |               |               |               |             |             |             |             | 25       | 0      | 3           | 0          |
| N. Engen           | 0           | 0           | 0           | 0           | 0                  | 0                  | 0                  | 0                  |               |               |               |               |             |             |             |             | 0        | 0      | 0           | 0          |
| A. Falch           | 25          | -43         | 1           | 0           | 0                  | -0                 | 0                  | 0                  |               |               |               |               |             |             |             |             | 25       | -43    | 1           | 0          |
| H. Grimstad        | 4           | 0           | 1           | 0           | 2                  | 0                  | 0                  | 0                  |               |               |               |               |             |             |             |             | 6        | 0      | 1           | 0          |
| M. Grimstad        | 0           | 0           | 0           | 0           | 0                  | 0                  | 0                  | 0                  |               |               |               |               |             |             |             |             | 0        | 0      | 0           | 0          |
| V. Grodås          | 20          | 2           | 3           | 0           | 0                  | 0                  | 0                  | 0                  |               |               |               |               |             |             |             |             | 20       | 2      | 3           | 0          |
| V. Heltne          | 21          | 1           | 4           | 0           | 2                  | 0                  | 1                  | 0                  |               |               |               |               |             |             |             |             | 23       | 1      | 5           | 0          |
| R. Hjelmeseth      | 12          | 0           | 0           | 0           | 1                  | 0                  | 0                  | 0                  |               |               |               |               |             |             |             |             | 13       | 0      | 0           | 0          |
| P. Hofset Skeide   | 0           | 0           | 0           | 0           | 0                  | 0                  | 0                  | 0                  |               |               |               |               |             |             |             |             | 0        | 0      | 0           | 0          |
| J. Ingebrigtsen    | 27          | 0           | 2           | 0           | 2                  | 0                  | 1                  | 0                  |               |               |               |               |             |             |             |             | 29       | 0      | 3           | 0          |
| B. Kleppe          | 5           | 0           | 0           | 0           | 0                  | 0                  | 0                  | 0                  |               |               |               |               |             |             |             |             | 5        | 0      | 0           | 0          |
| J. Magnussen       | 21          | 3           | 2           | 0           | 1                  | 0                  | 0                  | 0                  |               |               |               |               |             |             |             |             | 22       | 3      | 2           | 0          |
| S. Moltu           | 30          | 4           | 2           | 0           | 2                  | 1                  | 0                  | 0                  |               |               |               |               |             |             |             |             | 32       | 5      | 2           | 0          |
| M. Mork Breivik    | 0           | 0           | 0           | 0           | 0                  | 0                  | 0                  | 0                  |               |               |               |               |             |             |             |             | 0        | 0      | 0           | 0          |
| S. Pieroth         | 0           | -0          | 0           | 0           | 0                  | -0                 | 0                  | 0                  |               |               |               |               |             |             |             |             | 0        | 0      | 0           | 0          |
| A. Rekdal          | 15          | 0           | 1           | 0           | 1                  | 0                  | 0                  | 0                  |               |               |               |               |             |             |             |             | 16       | 0      | 1           | 0          |
| E. Sandal          | 1           | 0           | 0           | 0           | 0                  | 0                  | 0                  | 0                  |               |               |               |               |             |             |             |             | 1        | 0      | 0           | 0          |
| S. Sandnes Beite   | 1           | 0           | 0           | 0           | 0                  | 0                  | 0                  | 0                  |               |               |               |               |             |             |             |             | 1        | 0      | 0           | 0          |
| R. Shroot          | 23          | 16          | 0           | 0           | 1                  | 3                  | 0                  | 0                  |               |               |               |               |             |             |             |             | 24       | 19     | 0           | 0          |
| E. Standal         | 23          | 1           | 3           | 0           | 2                  | 2                  | 0                  | 0                  |               |               |               |               |             |             |             |             | 25       | 3      | 3           | 0          |
| O. Sveen           | 28          | 4           | 1           | 0           | 1                  | 0                  | 0                  | 0                  |               |               |               |               |             |             |             |             | 29       | 4      | 1           | 0          |
| F. Tepurić         | 11          | 1           | 1           | 0           | 1                  | 0                  | 0                  | 0                  |               |               |               |               |             |             |             |             | 12       | 1      | 1           | 0          |
| J. Törnqvist       | 30          | 3           | 2           | 0           | 2                  | 0                  | 0                  | 0                  |               |               |               |               |             |             |             |             | 32       | 3      | 2           | 0          |
| E. Ulland Andersen | 20          | 7           | 1           | 0           | 1                  | 0                  | 0                  | 0                  |               |               |               |               |             |             |             |             | 21       | 7      | 1           | 0          |
| J. Urke            | 5           | -6          | 0           | 0           | 2                  | -7                 | 1                  | 0                  |               |               |               |               |             |             |             |             | 7        | -13    | 1           | 0          |
| J. Wrele           | 25          | 0           | 3           | 0           | 2                  | 0                  | 0                  | 0                  |               |               |               |               |             |             |             |             | 27       | 0      | 3           | 0          |